# Piñonada

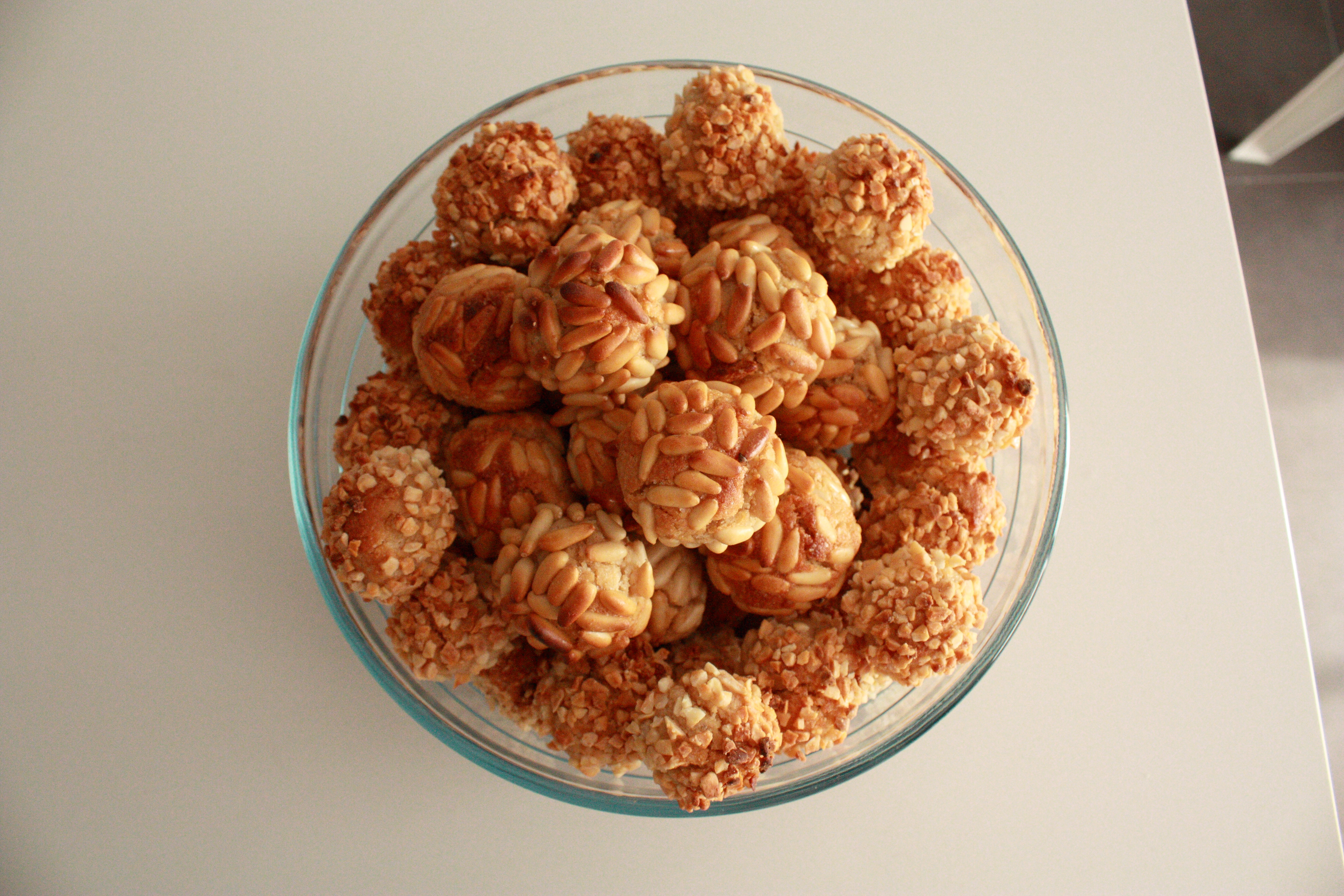
Un cuenco con panellets precursores de las 'piñonadas'.

Una Piñonada es una elaboración histórica de la repostería que tiene piñones con huevo y miel (en la actualidad azúcar), aromatizado con canela. Es un dulce que puede encontrarse en la actualidad, en el siglo XXI, en las pastelerías españolas. Antiguamente los piñones se cocían antes de ser ligados en huevo y miel, en la actualidad se rebozan con crema de mantequilla.

## Historia
Aparece mencionado el postre (junto con otros) en la obra de arcipreste de Talavera en El Corbacho en el siglo XV. Igualmente el escritor contemporanea Enrique de Villena que los distingue del piñonate en su obra Arte Cisoria, En los recetarios antiguos se menciona la mezcla con alfónsigos (pistachos).